# Francisco Ramos Oliver
Francisco Ramos Oliver (Ceuta, España; 1947) es un militar español que ostenta el cargo de general de división y exdirector del Instituto de Historia y Cultura Militar.

## Biografía
Como militar ha pasado muchos años en el acuartelamiento "Cabo Noval", en Asturias, aspecto por lo que él mismo se define como «asturiano, aunque no de nacimiento».
La faceta por la que es más conocido es por el de haber sido el director de Historia y Cultura Militar, así como por haber publicado muchos artículos de revistas y haber participado también en muchos artículos de pregunta-respuesta sobre temas militares tanto actuales como históricos, ya que él es un experto en el militar español Prim.
El 5 de noviembre de 2012, Ramos Oliver dejó su puesto de director del Instituto de Historia y Cultura Militar en una despedida oficial hecha en Melilla y presidida por el presidente de la Ciudad Autónoma de Melilla Juan José Imbroda, el delegado del gobierno Abdelmalik El Barkani y el comandante general de Melilla general de División Álvaro de la Peña Cuesta.

### Pensamiento
Ramos Oliver ha expresado en varias entrevistas como los recortes que ha habido en España desde el comienzo de la crisis de 2008 también afectan al ejército, también defiende la falsedad del pensamiento de que el ejército es algo arcaico, ya que defiende que aunque algunos valores permanecen inmutables, el ejército en sí está en constante evolución.
También, como muchos otros militares, es un firme defensor de la soberanía española sobre el peñón de Gibraltar.
| Predecesor: ? | Director del Instituto de Historia y Cultura Militar ??? - 5 de noviembre de 2012 | Sucesor: Vidal de Loño |

### Publicaciones
- Ramos Oliver, Francisco (julio de 2013). «Las Guerras de Marruecos».  España: UNED. Archivado desde el original el 22 de febrero de 2014.
- Ramos Oliver, Francisco (2012). «La trayectoria militar de Rafael del Riego». Revista de Historia Militar (112). ISSN 0482-5748.
- Ramos Oliver, Francisco (2011). «Complejidad del conflicto bélico en la independencia iberoamericana». Cuadernos de investigación histórica (28). ISSN 0210-6272.
- Ramos Oliver, Francisco (2008). «El ejército que vio Jovellanos». Cuadernos de Investigación (2). ISSN 1888-7643.
- Ramos Oliver, Francisco y Jiménez Moyano, Fco. José (2008). «La Batalla del Monte Curriechos». Revista de Historia Militar (103). ISSN 0482-5748.
- Ramos Oliver, Francisco (2001 (N.º 55)). «La presencia militar en Asturias en la guerra de Cuba». Boletín del Real Instituto de Estudios Asturianos (158). ISSN 0020-384X. Archivado desde el original el 22 de febrero de 2014. Consultado el 8 de febrero de 2014.